# Trophonofusus
Trophonofusus is een geslacht van weekdieren uit de klasse van de Gastropoda (slakken).

## Soort
- Trophonofusus muricatoides (Yokoyama, 1920)